# Deltaretrovirus
Genre
Espèces de rang inférieur
- Virus T-lymphotrope humain (HTLV)

Deltaretrovirus est un genre de la famille des rétrovirus. Ce sont des virus exogènes (non présents naturellement dans l'organisme) à transmission horizontale (d'un individu à un autre et appartenant à la même génération) ou verticale (de la mère à l'enfant), infectant plusieurs groupes de mammifères, dont l'être humain.
Les maladies induites par certains de ces virus sont notamment des leucémies et des lymphomes.

## Référence biologique
- (en) ICTV : Deltaretrovirus  (consulté le 1er février 2021)